# Aedes burjaticus
Aedes burjaticus är en tvåvingeart som beskrevs av Kuchartshuk 1973. Aedes burjaticus ingår i släktet Aedes och familjen stickmyggor. Inga underarter finns listade i Catalogue of Life.